# 一ノ瀬ルカ
一ノ瀬 ルカ（いちのせ るか、1985年9月4日- ）は、日本の元AV女優。元BELLTECH所属。

## 経歴
2011年に『恥ずかしいカラダ ワイルドデビュー ルカ』でAVデビュー。
2014年12月24日付けのTwitterにて、AV女優引退を発表。

## 出演作品

### アダルトビデオ
2011年
- 恥ずかしいカラダ ワイルドデビュー ルカ（12月24日、HMJM）
- 秘書グラマラス ルカ（2月25日、HMJM）
- 敏感すぎる発情猥褻ボディ 一ノ瀬ルカ（2月25日、NEXT GROUP）

2012年
- お尻、すっごい！ 一ノ瀬ルカ（2月28日、MARRION）
- Boin「一ノ瀬ルカ」Box 一ノ瀬ルカ（3月1日、ABC/妄想族）
- 若妻・高身長・美脚・読者モデル 初めての泡吹きレズ 小嶋ジュンナ 一ノ瀬ルカ（8月23日、ヒビノ）
- お姉さんの巨尻が猥褻過ぎて秒殺で悩殺!!（8月30日、MARRION）
- R30 Glamorous 6（10月7日、デジタルアーク）
- MAD GAME 9TH（11月9日、MAD）
- レオタード姿で犯されて 一ノ瀬ルカ（11月13日、溜池ゴロー）
- タイトスカート女教師 一ノ瀬ルカ（12月13日、ムーディーズ）
- 燃え上がるお姉さんの濃厚な性交と中出し 一ノ瀬ルカ（12月25日、本中）

2013年
- 美4周年記念 淫乱痴女SPECIAL 108TITLE8時間（1月25日、美）
- 爆乳ダンサー Gカップルカの真正中出し風俗店 一ノ瀬ルカ（3月13日、ハヤブサ）
- キレイなお姉さんの燃え上がる本物中出し交尾4時間（6月25日、本中）
- ママ公認 ロリアイドル最終選考オーディションに残った 美少女のママたちを別室で裏取引きをもちかけるふりして生中出ししちゃいました！ BEST 8時間（8月25日、ビッグモーカル）
- 美しいオンナの美しい淫乱SEX100タイトル8時間（8月25日、美）

### インターネット放送
- トイズハートプレゼンツBUBKA「きのう誰食べた」（2012年04月16日ゲスト出演、ニコニコ生放送）[2]